# Kunstleria keralensis
Kunstleria keralensis är en ärtväxtart som beskrevs av C.N.Mohanan och N.Chandrasekharan Nair. Kunstleria keralensis ingår i släktet Kunstleria och familjen ärtväxter. Inga underarter finns listade i Catalogue of Life.

## Bildgalleri

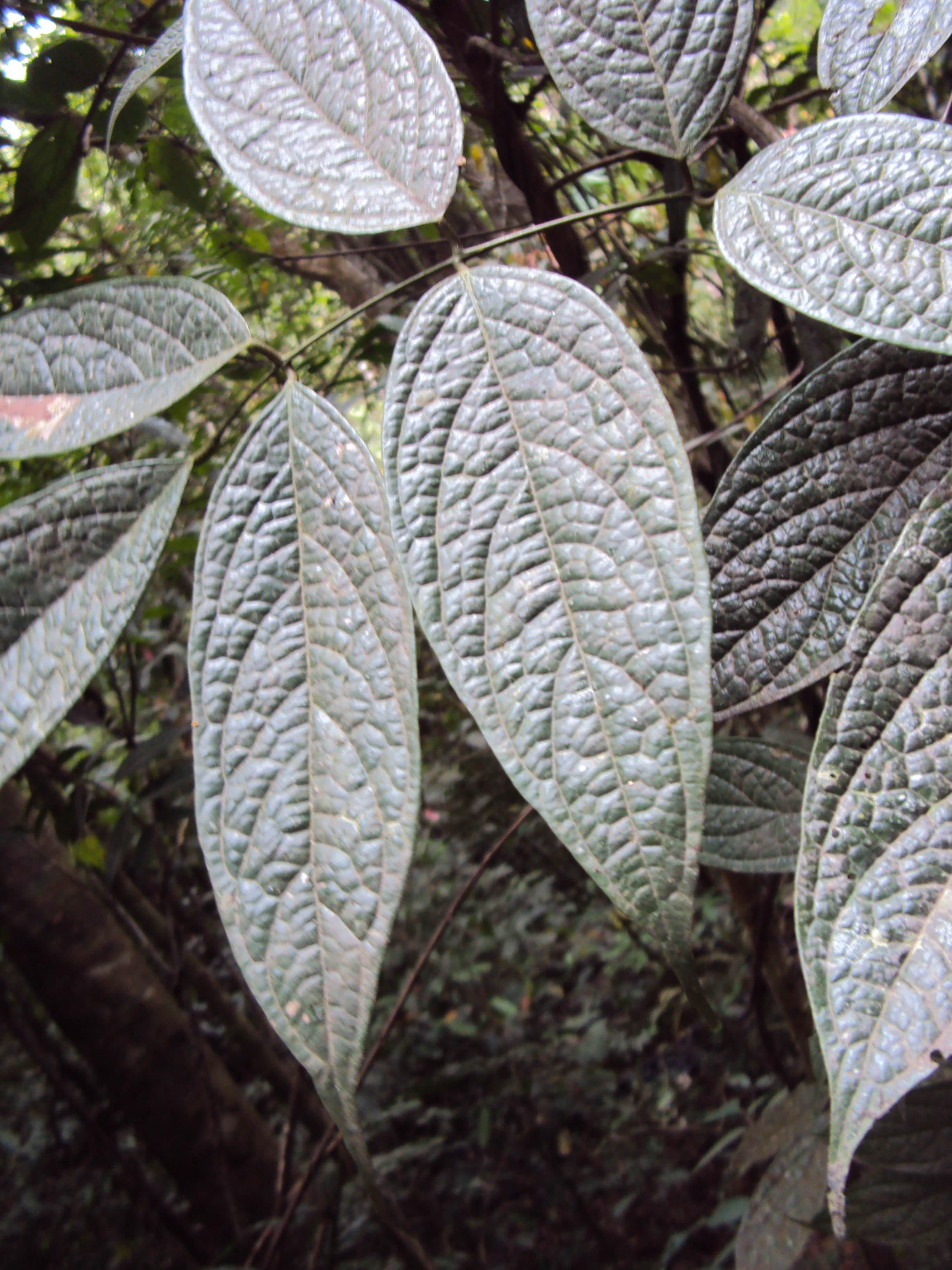
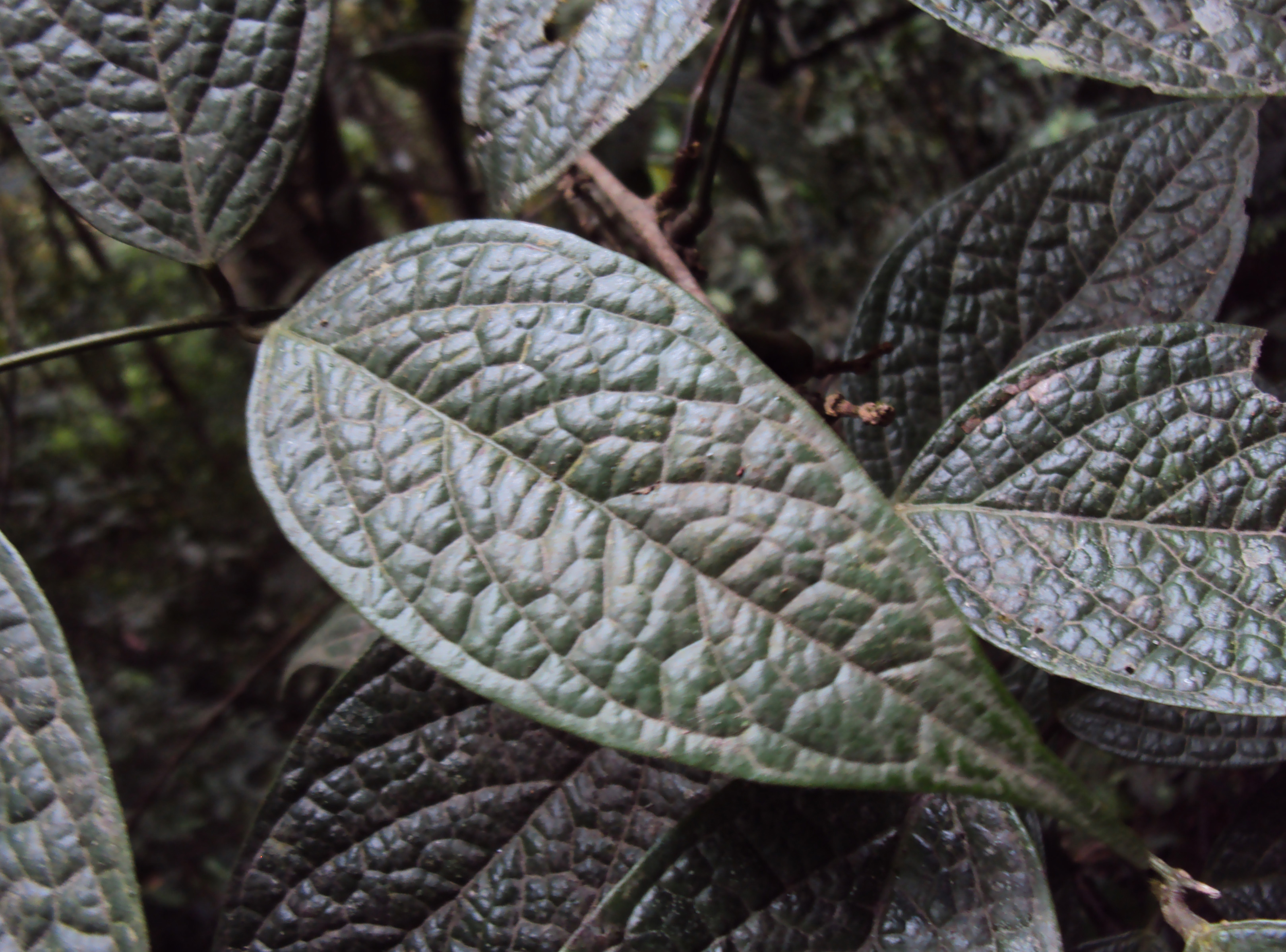
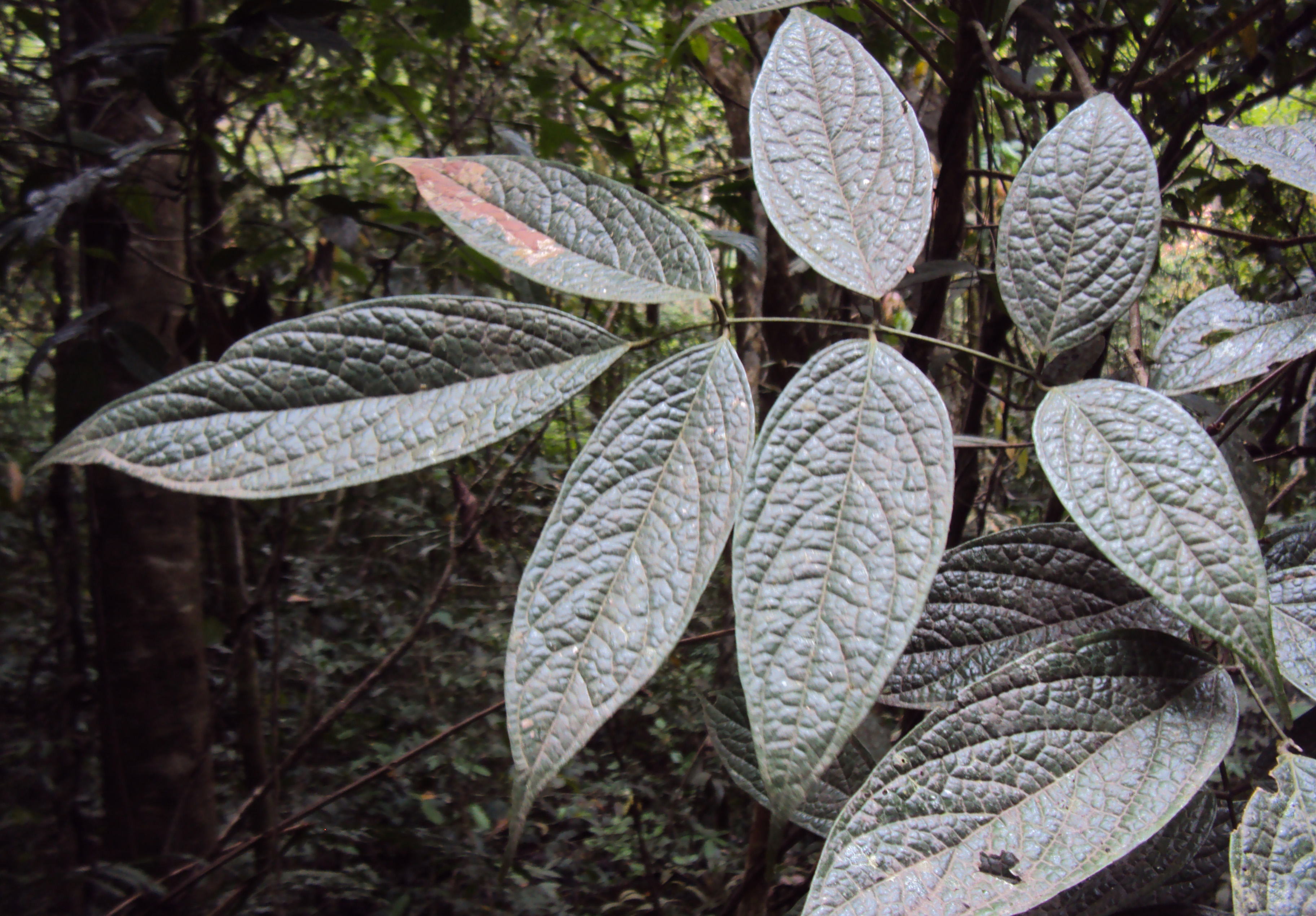